# Gilles-Louis Richard
Pour les articles homonymes, voir Richard.
Gilles-Louis Richard  de Villiers (15 avril 1751, Ernée - 4 juillet 1834, Saint-Denis-de-Gastines), est un homme politique français.

## Biographie
Sa sœur épouse Jean-Baptiste du Boisbéranger. Il étudie le droit à la faculté de Rennes, et est licencié le 4 août 1775.
Il se retrouve à Ernée, bourgeois sans fonctions, en 1789. Electeur en 1790, il est nommé membre du directoire. Homme de loi, partisan de la Révolution française, il est nommé administrateur du département de la Mayenne en 1790. 
Il est élu aux Élections législatives de 1791, le huitième des députés mayennais à l'Assemblée législative. Son nom n'est pas cité au Moniteur. Il n'a laissé aucune trace de son passage, sinon le vote de la suppression des hôpitaux, ces maisons sur lesquelles on devait écrire : Opprobre de l'humanité !. 
Gilles-Louis Richard se fit inscrire à la Société des amis de la Constitution ou Club des Feuillants où il retrouve son compatriote et collègue François-Pierre-Marie-Anne Paigis.
Après la session, il se retire à Saint-Denis-de-Gastines où il passe le temps de la Terreur.  Il écrit le 13 germinal an III au représentant Mathieu Baudran : Qu'il a droit au repos et qu'il veut réunir à sa femme et à ses trois petits enfants qui demeurent commune de Saint-Denis-de-Gastines, où demeure aussi sa mère, infirme, âgée de près de 80 ans. Agent national en l'an III, et commissaire du Directoire exécutif près l'administration du canton de Saint-Denis-de-Gastines] en l'an IV, il devient maire de cette commune sous le Premier Empire. 
Il rentre dans la vie privée sous la Restauration.

## Sources partielles
- « Gilles-Louis Richard », dans Adolphe Robert et Gaston Cougny, Dictionnaire des parlementaires français, Edgar Bourloton, 1889-1891 [détail de l’édition]
- « Gilles-Louis Richard », dans Alphonse-Victor Angot et Ferdinand Gaugain, Dictionnaire historique, topographique et biographique de la Mayenne, Laval, A. Goupil, 1900-1910 [détail des éditions] (BNF 34106789, présentation en ligne), t. III, p. 409
- Archives départementales de la Mayenne, B. 1. 698, 1. 735 ; L. 65 ;
- Emile Queruau-Lamerie, Les Députés de la Mayenne, p. 11, 30 ;
- Chronique paroissiale de Montenay.